# Le Tignet
 Le Tignet  es una población y comuna francesa, en la región de Provenza-Alpes-Costa Azul, departamento de Alpes Marítimos, en el distrito de Grasse y cantón de Saint-Vallier-de-Thiey.

## Geografía

### Localización
Situado en el extremo occidental del departamento, Le Tignet está separado del departamento de Var por el río costero Siagne.

## Demografía
| 267 | 397 | 643 | 1123 | 1945 | 2763 | 3061 |
| Para los censos de 1962 a 1999 la población legal corresponde a la población sin duplicidades (Fuente: INSEE [Consultar]) |     |     |      |      |      |      |